# Akbar Szah II
Akbar Szah II (ur. 23 kwietnia 1760, zm. 28 września 1837) – cesarz Mogołów, panował w Indiach w latach 1806–1837, był synem Szah Alama II.
Akbar Szah II był przedostatnim tytularnym cesarzem Indii z dynastii Wielkich Mogołów. Nie sprawował realnej władzy. Pozostawał pod kontrolą brytyjskiego rezydenta, był niemal traktowany jak więzień Kompanii Wschodnioindyjskiej.